# 本·哈默
本·哈默（英語：Ben Hamer；1987年11月20日—）是一位英格蘭足球運動員，在場上的位置是守門員。現效力於英冠球隊屈福特。曾效力於莱斯特城。他曾是布里斯托爾城的球迷。2011年8月，他加盟查爾頓競技。2014年，他轉會莱斯特城。

## 外部連結
- Ben Hamer profile at Charlton Athletic F.C.
- 足球数据库：本·哈默的球员统计数据